# Mesabolivar locono
Mesabolivar locono is een spinnensoort uit de familie trilspinnen (Pholcidae). De soort komt voor in Suriname en Guyana. 